# Elixothrips brevisetis
Elixothrips brevisetis är en insektsart som först beskrevs av Bagnall 1921.  Elixothrips brevisetis ingår i släktet Elixothrips och familjen smaltripsar. Inga underarter finns listade i Catalogue of Life.